# Verge de les Escales
La Verge de les Escales és una església amb elements gòtics i renaixentistes de l'Esquirol (Osona) inclosa a l'Inventari del Patrimoni Arquitectònic de Catalunya.

## Descripció

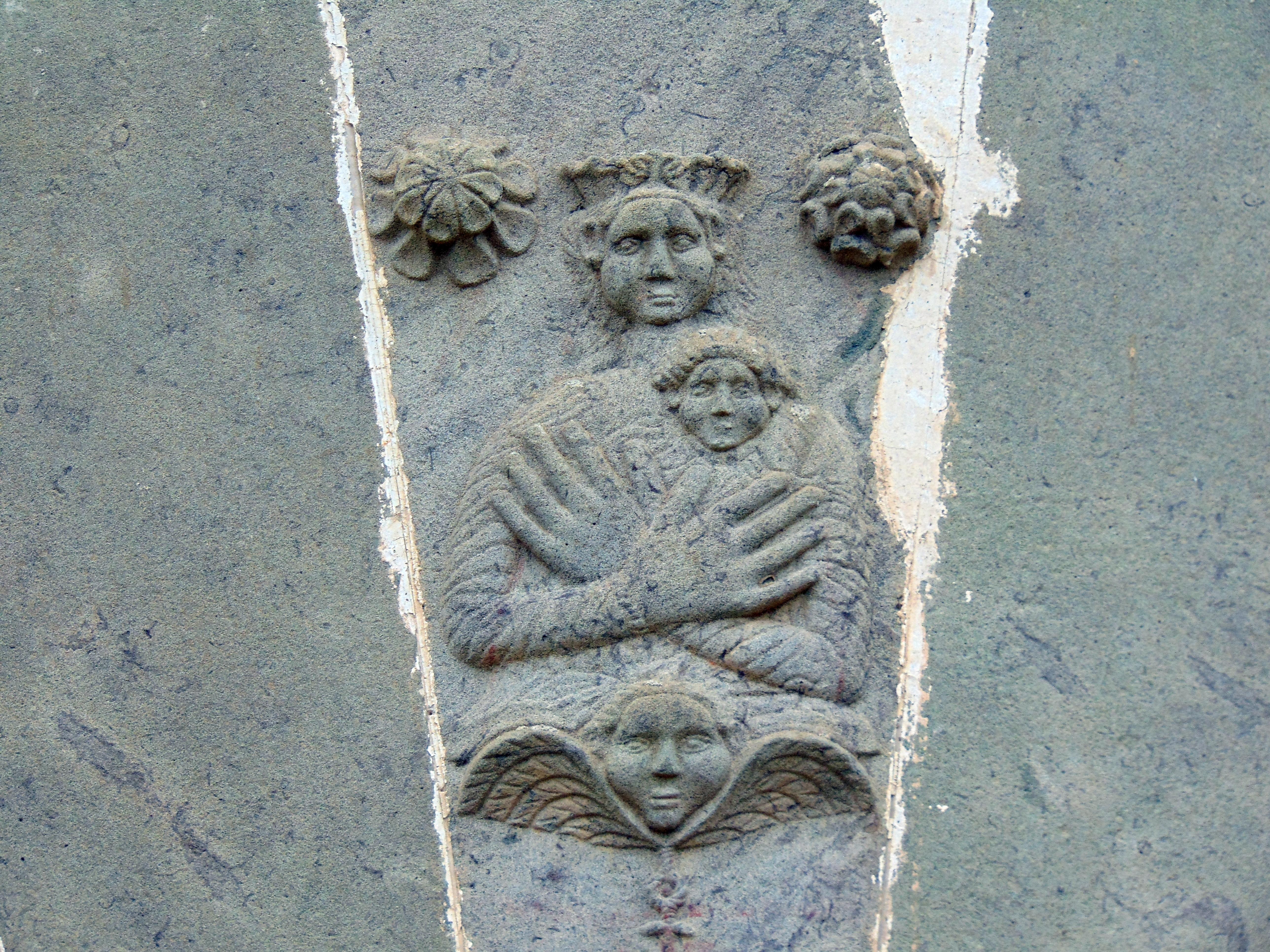
Relleu de la Mare de Déu a la dovella de la porta

Capella de nau única la qual és orientada de nord a sud. Està dividida en tres trams coberts amb volta de creueria amb un rosetó al centre i les nerviacions descansen sobre columnes amb capitells motllurats i amplis basaments. L'altar està emmarcat per una espècie d'arc triomfal adossat al mur, damunt l'arquitrau hi ha una petxina decorada amb una voluta a cada costat. El portal d'entrada es troba a la banda de tramuntana, és adovellat i la dovella central té una bonica decoració. Al damunt hi ha un òcul i el capcer és coronat per un campanar d'espadanya sense campana. Els murs exteriors estan molt malmesos. És construïda bàsicament amb pedra. Val a dir que li caldria una bona restauració.
Dovella clau
Presenta un baix relleu amb el bust de la Verge que sosté l'Infant amb els braços, creuats. El nen, a qui només se li veu el rostre, té els cabells rinxolats i la Verge porta tocat de corona decorada. A cada costat hi ha unes roses de relleu més alt tractades amb molt naturalisme. A la part baixa del bust hi ha un àngel alat del coll del qual penja una corda soguejada i una creu.
Cal remarcar el cànon desmesurat de les mans de la Verge i el poc relleu del cos.
L'estat de conservació és força bo malgrat trobar-se a l'exterior.

## Història
La capella es troba al sector NW de Sant Martí Sescorts prop de mas Coromines. És un edifici de gran bellesa que es degué construir al segle xvi i que presenta unes línies que van a cavall del gòtic tardà i del renaixement. Fou ampliada a principis del segle xix (1909) amb la capella del Santíssim. Al costat hi hagué una rectoria que s'incendià al 1936. Aquesta capella fou sufragània de la Sant Martí, però a la pràctica va fer de parròquia des del segle xvii fins s'incendià susdita rectoria, ja que els seus rectors vivien a prop de la capella i celebraven allí els seus cultes.